# Хапшење (стрип)
Хапшење је 73. епизода стрип серијала Кен Паркер. Објављена је у бр. 10. Кен Паркера издавачке куће System Comics у фебруару 2004. године.  Свеска је коштала 99 динара (1,76 $; 1,42 €). Епизоду су нацртали Иво Милацо, Лаура Цукери, Масимо Бертолоти и Паскале Фрисенда, а сценарио су написали Ђанкарло Берарди и Валерио Ронтини. Епизода је има 39 страна (стр. 9-48).

## Оригинална епизода
Оригинална епизода објављена је у Кен Паркер Магазину бр. 16. из фебруара 1994. године под називом L'arresto. Цена свеске износила је 3.500 лира (2,08 $; 3,53 DEM). 

## Кратак садржај
Кен је и даље у Канади у селу Мали Париз (L’petit Paris), три километра од границе са САД. У место стиже Брус Луски, шериф који вара на картама. Он препознаје Кена и хапси га. Становници Малог Париза, међутим, не желе да било ко заводи ред у њиховом месту и прете шерифу да ће га убити ако не пусти Кена и не напусти место. Кен и Брус успевају да побегну, али завршавају само са једним коњем. На крају новчићем покушавају да одлуче ко ће га добити.